# Mi fiderò
Mi fiderò è un singolo del cantautore italiano Marco Mengoni, pubblicato il 31 dicembre 2021 come terzo estratto dal sesto album in studio Materia (Terra).

## Descrizione
Il brano ha visto la partecipazione di Madame ed è stato scritto dagli stessi Mengoni e Madame insieme a Tony Maiello, Riccardo Scirè e Raige.

## Video musicale
Il video, diretto da Roberto Ortu e girato nell'edificio residenziale Nuovo Corviale alla periferia di Roma, è stato pubblicato il 14 gennaio 2022 attraverso il canale YouTube del cantante e vede la partecipazione dell'attore Vincenzo Crea.

## Classifiche

### Classifiche settimanali
| Classifica (2022) | Posizione massima |
| ----------------- | ----------------- |
| Italia            | 12                |

### Classifiche di fine anno
| Classifica (2022) | Posizione |
| ----------------- | --------- |
| Italia            | 31        |